# Xã Akron, Quận Big Stone, Minnesota
Xã Akron (tiếng Anh: Akron Township) là một xã thuộc quận Big Stone, tiểu bang Minnesota, Hoa Kỳ. Năm 2010, dân số của xã này là 168 người.